# NGC 4508
NGC 4508 је двојна звезда у сазвежђу Девица која се налази на NGC листи објеката дубоког неба.
Деклинација објекта је + 5° 49' 10" а ректасцензија 12h 32m 17,4s. Привидна величина (магнитуда) објекта NGC 4508 износи 12,0.